# Hòa ước Copenhagen

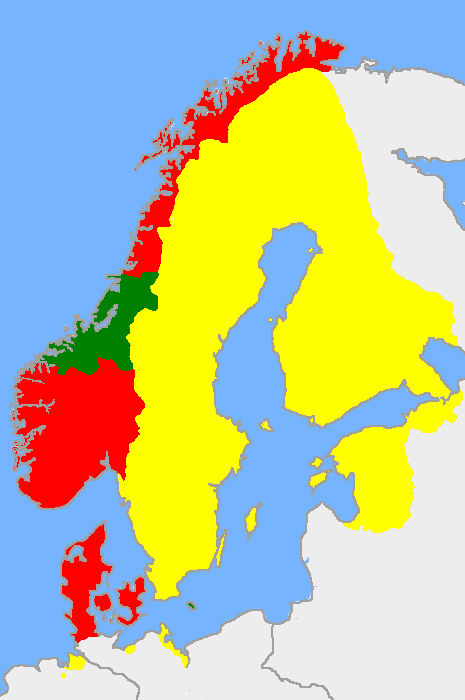
Thụy Điển màu vàng, Đan Mạch - Na Uy màu đỏ. Thụy Điển đã phải trả các vùng Trøndelag và Bornholm cho Đan Mạch - Na Uy màu đỏ. Các vùng bị trả có màu xanh.

Hòa ước Copenhagen là hòa ước được ký ngày 27 tháng 5 năm 1660 tại Copenhagen (thủ đô Đan Mạch), giữa Thụy Điển và Đan Mạch, đánh dấu việc kết thúc Cuộc chiến tranh Thụy Điển - Đan Mạch (1658 - 1660).

## Bối cảnh
Sau Hòa ước Roskilde ngày 26 tháng 2 năm 1658, Đan Mạch đã phải nhượng vùng Scania (Skåne), Halland, Blekinge và đảo Bornholm cho Thụy Điển, đồng thời Na Uy (đồng minh của Đan Mạch) cũng phải nhượng vùng Bohuslän và Trøndelag cho Thụy Điển. Tuy nhiên vua Karl X Gustav của Thụy Điển vẫn chưa hài lòng. Chưa đầy 6 tháng sau (tháng 8 năm 1658), Karl lại vây hãm và tấn công Copenhagen, nhưng quân Đan Mạch phòng thủ trong thành giữ vững thành trì. Sau đó hạm đội Hà Lan cùng với quân Áo tới tiếp viện cho Đan Mạch và đánh bại quân Thụy Điển ở bán đảo Jutland và đảo Fyn. Karl X Gustav từ trần ngày 13 tháng 2 năm 1660 tại Göteborg, con trai của Karl X là Karl XI lên nối ngôi lúc mới hơn 4 tuổi. Hai bên thương thuyết hòa bình dưới sự bảo trợ của Anh do Algemon Sidney đại diện và Pháp do Terlon đại diện. Hòa ước được ký tại Copenhagen ngày 27 tháng 5 năm 1660

## Các điều khoản của Hòa ước Copenhagen
- Đan Mạch nhượng vĩnh viễn vùng Scania, Halland, Blekinge cho Thụy Điển như đã thỏa thuận trong Hòa ước Roskilde
- Thụy Điển trả lại đảo Bornholm cho Đan Mạch, đổi lấy 18 nông trang của giới quý tộc Đan Mạch tại vùng Scania
- Thụy Điển trả lại vùng Trøndlag cho Bortor fish
- Thụy Điển từ bỏ mọi vùng chiếm đóng tại Đan Mạch